# La meglio gioventù
La meglio gioventù (bra: A Melhor Juventude) é um filme de drama italiano de 2003, dirigido por Marco Tullio Giordana. O título do filme é inspirado na coleção homônima de poemas publicada em 1954 por Pier Paolo Pasolini.
No Brasil, foi lançado nos cinemas pela Arteplex Filmes em 16 de janeiro de 2020. Em setembro de 2021, a Arteplex Filmes iniciou a pré-venda no Brasil da edição limitada e definitiva do filme em DVD em parceria com a Versátil Home Vídeo que será lançado exclusivamente na loja virtual VersátilHV.

## Elenco
- Alessio Boni... Matteo Carati
- Luigi Lo Cascio... Nicola Carati
- Jasmine Trinca... Giorgia Esposti
- Adriana Asti... Adriana Carati
- Sonia Bergamasco... Giulia Monfalco
- Fabrizio Gifuni... Carlo Tommasi
- Maya Sansa... Mirella Utano
- Valentina Carnelutti... Francesca Carati

## Recepção
No agregador de críticas Rotten Tomatoes, que categoriza as opiniões apenas como positivas ou negativas, o filme tem um índice de aprovação de 94% calculado com base em 63 comentários dos críticos que é seguido do consenso dizendo que tem "6 horas de duração contando uma história envolvente com personagens cativantes." Já no agregador Metacritic, com base em 28 opiniões de críticos que escrevem em maioria para a imprensa tradicional, o filme tem uma média aritmética ponderada de 89 entre 100, com a indicação de "aclamação universal".

## Prêmios e indicações
La meglio gioventù ganhou o prêmio da mostra Um Certo Olhar no Festival de Cannes de 2003.